# Classe Marconi (sottomarino)
La classe Marconi della Marina Militare italiana doveva essere composta da due unità sottomarine d'attacco a propulsione nucleare (la prima delle quali battezzata "Guglielmo Marconi" mentre la seconda "Enrico Toti", anche se il nome della seconda unità non venne stabilito in maniera definitiva, con proposte alternative quali "Galileo Galilei", "Alessandro Volta", "Archimede", "Leonardo da Vinci"  ed "Enrico Fermi", nome, quest'ultimo, proposto anche per un'unità di supporto logistico e di rifornimento di squadra a propulsione nucleare) costruite presso Italcantieri (il nome dell'epoca di Fincantieri) alla fine degli anni cinquanta.

## Il progetto
Avvalendosi anche delle esperienze compiute dagli statunitensi con il sottomarino sperimentale "Albacore", era stato progettato un sottomarino d'attacco a propulsione nucleare che avrebbe dovuto chiamarsi "Guglielmo Marconi" a cui avrebbe dovuto far seguito un'unità gemella. Il battello, simile allo "Skipjack" statunitense, avrebbe dovuto avere un dislocamento in immersione di 3 400 tonnellate e una velocità massima in immersione di 30 nodi.
La realizzazione del progetto, come già detto, necessitava della collaborazione degli Stati Uniti d'America ma il successivo rifiuto da parte di questi ultimi di proseguire la collaborazione (sulla base di una legge che vietava il trasferimento all'estero di conoscenze e tecnologie nucleari utilizzabili a fini militari) e altri impedimenti di carattere politico impedirono che l'impresa avesse seguito provocando l'abbandono del progetto.
Tra i timori degli statunitensi vi era anche quello che della tecnologia strategica venisse trasferita all'Unione Sovietica.

## La costruzione
Diversamente da quanto fino ad allora noto, il 18 gennaio 2015 è comparsa una fotografia dalla Rassegna e Bollettino di Statistica del Comune di Taranto di Novembre-Dicembre 1957, che testimonia l'avvenuta impostazione, il 16 giugno 1957, del primo anello di scafo del sommergibile "Guglielmo Marconi", presso i Cantieri Navali di Taranto, quale costruzione n. 170.
Nel mese di Luglio 1959 (due anni dopo) il ministro della difesa Giulio Andreotti annuncia l'approvazione del governo per il progetto dell'S-521 “Guglielmo Marconi”, un sommergibile nucleare da attacco (SSN), quindi senza missili balistici, ma passo indispensabile per la successiva costruzione di veri SSBN. “La propulsione doveva essere affidata ad un impianto nucleare ad acqua pressurizzata da 30 MW di potenza termica, derivato dal modello S5W della Westinghouse e studiato dal CAMEN, che alimentava due turbine (alta e bassa pressione) accoppiate ad un riduttore. La potenza massima erogata sull'unico asse con elica a 5 pale era di 15.000 cavalli, cui doveva corrispondere una velocità massima continuativa di 30 nodi”.
Nel luglio 1963 gli Stati Uniti rifiutano di soddisfare le richieste italiane di fornire uranio ed assistenza tecnica per realizzare il sottomarino nucleare “Guglielmo Marconi” ed il progetto viene annullato e, in sua vece, lanciato il programma per la nave da trasporto logistico Enrico Fermi.